# スティル・ライフ (ローリング・ストーンズのアルバム)
『スティル・ライフ（アメリカンコンサート '81）』(Still Life American Concert 1981) は、1982年にリリースされたローリング・ストーンズのライブ・アルバム。 

## 解説
1981年の北米ツアーの模様が納められ、翌年のヨーロッパ・ツアーに間に合うようにリリースされた。ジャケットデザインは日本人画家、カズ・ヤマザキが担当した。
先行シングルとしてリリースされたスモーキー・ロビンソンとミラクルズのカヴァー「ゴーイング・トゥ・ア・ゴー・ゴー」は英米でトップ30ヒットとなった。一方、第二弾シングルの「タイム・イズ・オン・マイ・サイド」はチャート上位に上ることはなかった。
本作はイギリスでチャート4位、アメリカでは5位を記録しプラチナ・アルバムを獲得した。しかしながらそのサウンドの薄さからライブの模様を十分に伝えていないと批判的な評価が多かった。
1998年に本作はヴァージン・レコードによってリマスターの上再発売され、2009年にはユニバーサル ミュージック グループによって更なるリマスターで再々発売された。

## 収録曲
特記ない限りジャガー／リチャーズ作詞作曲。
1. イントロ：A列車で行こう - Intro: Take The A Train (Billy Strayhorn)
2. アンダー・マイ・サム - Under My Thumb
  - 1981.11.5. New Jersey
3. 夜をぶっとばせ - Let's Spend The Night Together
  - 1981.12.18. Hampton, Virginia
4. シャッタード - Shatterd
  - 1981.12.18. Hampton, Virginia
5. トゥエンティ・フライト・ロック - Twenty Flight Rock (Eddie Cochran/Ned Fairchild)
  - 1981.12.9. Largo, Maryland
6. ゴーイング・トゥ・ア・ゴー・ゴー - Going To A Go Go (William Robinson/Marvin Tarplin/William Moore/Robert Rogers)
  - 1981.12.9. Largo, Maryland
7. レット・ミー・ゴー - Let Me Go
  - 1981.12.7. Largo, Maryland
8. タイム・イズ・オン・マイ・サイド - Time Is On My Side (Norman Meade)
  - 1981.12.18. Hampton, Virginia
9. ジャスト・マイ・イマジネーション - Just My Imagination (Running Away With Me) (Norman Whitfield/ Barrett Strong)
  - 1981.12.19. Hampton, Virginia
10. スタート・ミー・アップ - Start Me Up
  - 1981.11.25. Chicago, Illinois
11. サティスファクション - (I Can't Get No)Satisfaction
  - 1981.12.13. Tempe, Arizona
12. 星条旗 - Outro: Star Spangled Banner